# Distretto di Celldömölk
Il distretto di Celldömölk (in ungherese Tolnai járás) è un distretto dell'Ungheria, situato nella provincia di Vas.

## Storia
Nel XII secolo in questo territorio venne costruita un'abbazia in stile Romanico. L'area durante il Basso Medioevo si rivelò un importante punto di commercio e la densità abitativa era molto elevata. Tuttavia, il territorio entrò in declino a partire dalla conquista Ottomana dell'Ungheria.
L'area sotto il controllo Austriaco tornò a fiorire e, nel 1861, la città di Celldömölk divenne il centro protestante dell'Ungheria occidentale, sempre nel XIX secolo vennero costruite le ferrovie che tuttora attraversano il territorio.
In questi ultimi anni, è stata compiuta un'opera di modernizzazione dell'area che è divenuta un centro di interesse turistico. Nel 2005 sono state aperte le terme.

## Geografia fisica
L'area è pianeggiante e ricoperta in gran parte da campi coltivati. Il fiume Raba, scorrendo lungo il confine nord del distretto, rappresenta il confine naturale tra la Contea di Vas e quella di Győr-Moson-Sopron.

## Geografia antropica
Il distretto di Celldömölk si trova lungo il confine con le contee di Győr-Moson-Sopron e Veszprém.
Il Distretto comprende 18 comuni:
- Boba
- Celldömölk
- Duka
- Egyházashetye
- Jánosháza
- Kemenesmagasi
- Kemenespálfa
- Kemenessömjén
- Kenyeri
- Kissomlyó
- Köcsk
- Mersevát
- Mesteri
- Nemeskeresztúr
- Ostffyasszonyfa
- Pápoc
- Szergény

## Società
La maggioranza della popolazione è di etnia Ungherese. Tuttavia fino alla Seconda Guerra Mondiale era presente una consistente minoranza ebraica, poi sterminata con la Shoah.
La lingua più parlata è l'Ungherese mentre la religione dominante è il cattolicesimo, con una forte presenza protestante e luterana.